# 57.ª edición de los Premios Óscar
La 57.ª edición de los Óscar premió a las mejores películas de 1984. Organizada por la Academia de Artes y Ciencias Cinematográficas, tuvo lugar en el Dorothy Chandler Pavilion de Los Ángeles el 25 de marzo de 1985. La ceremonia fue dirigida por el actor Jack Lemmon.
Amadeus ganó ocho premios, incluido el de Mejor película. Otros premiados fueron Los gritos del silencio con tres galardones, Pasaje a la India y En un lugar del corazón con dos.
Mientras presentaba el premio a la mejor película, Laurence Olivier olvidó la lista de nominados y simplemente se limitó a abrir el sobre y decir: "Amadeus!". Una vez recibido el premio, el productor Saul Zaentz tuvo el detalle de meniconar a los otros nominados en el discurso de agradecimiento.

## Categorías

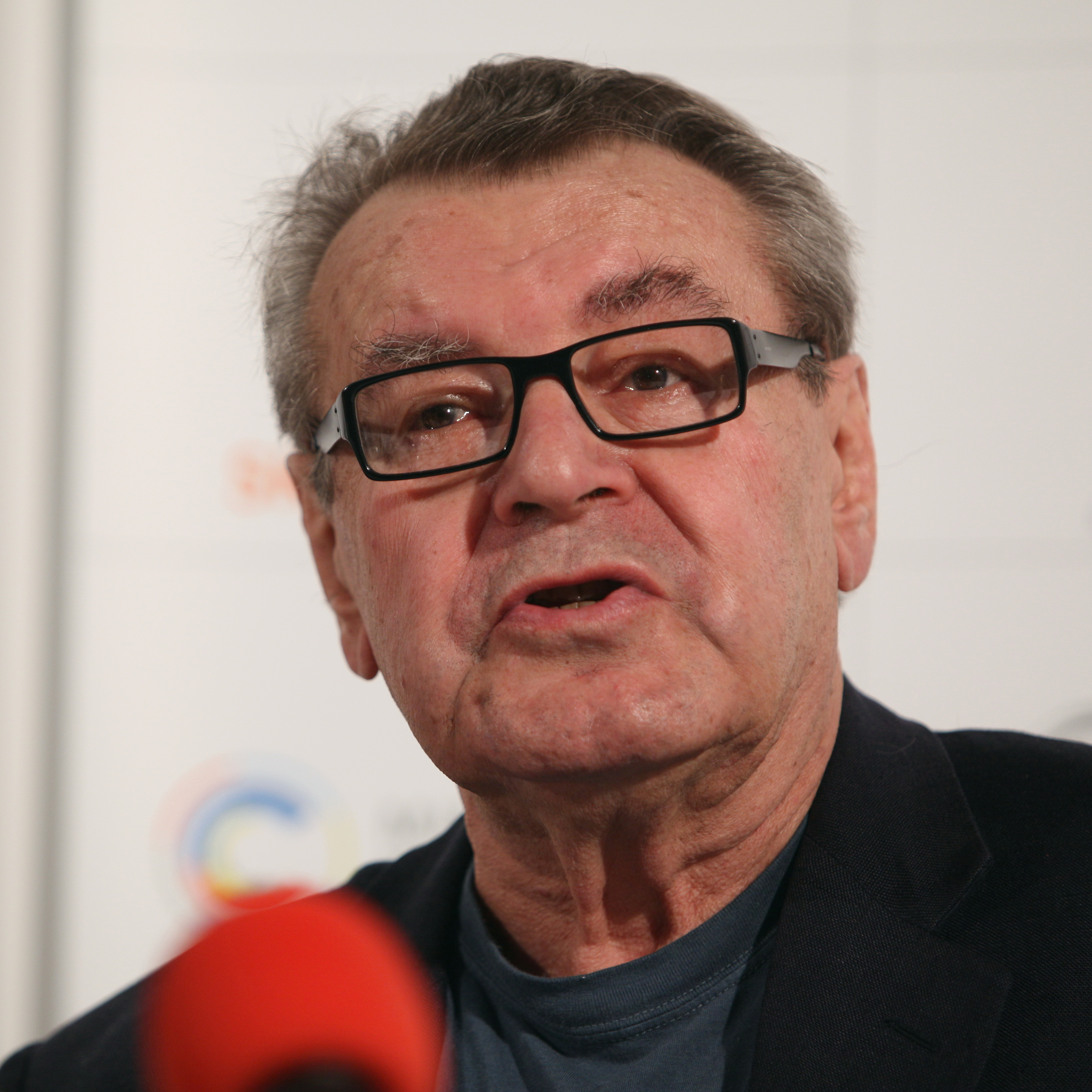
Miloš Forman fue el ganador del Óscar al mejor director por Amadeus.

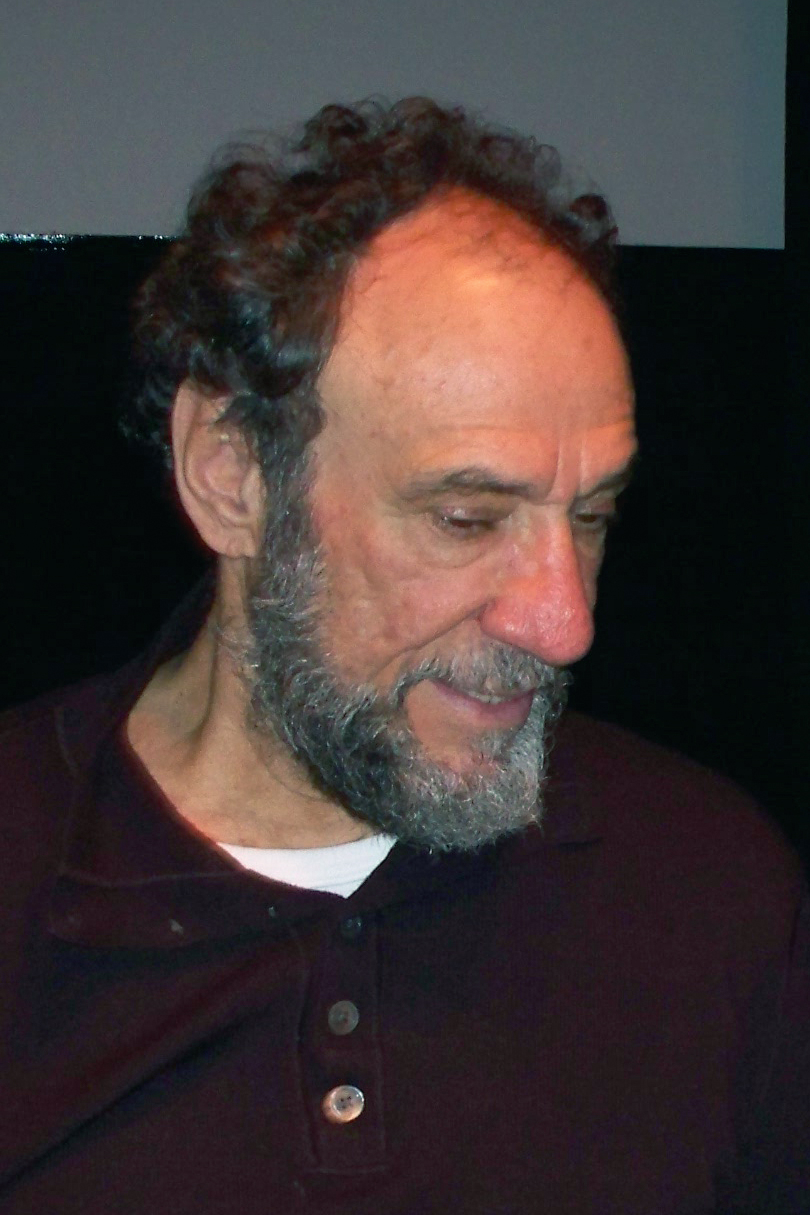
F. Murray Abraham fue el ganador del Óscar al mejor actor por Amadeus.

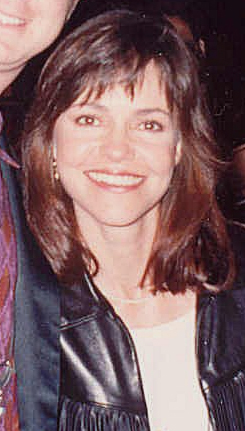
Sally Field fue la ganadora del Óscar a mejor actriz por En un lugar del corazón.

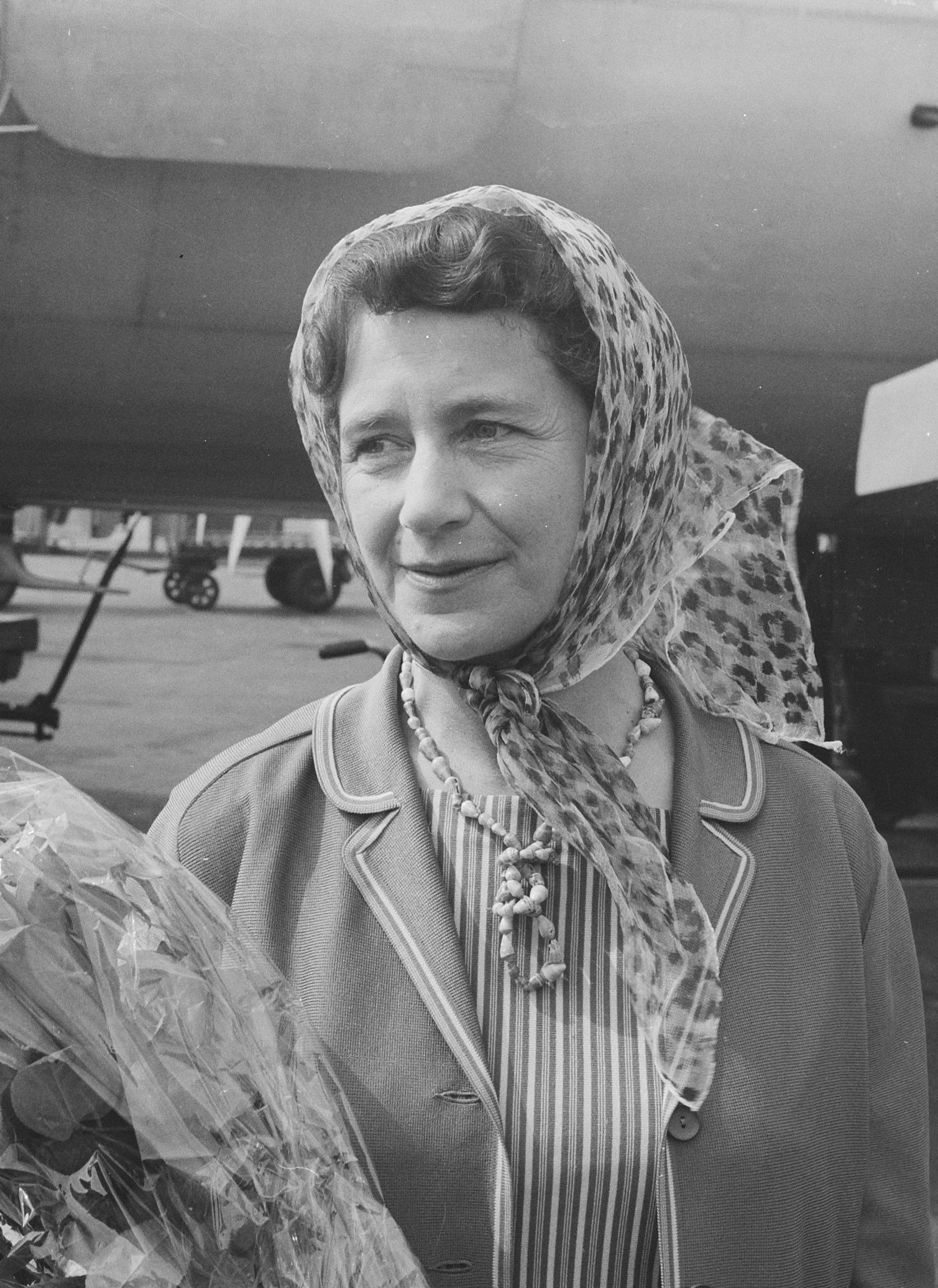
Peggy Ashcroft fue la ganadora del Óscar a la mejor actriz de reparto por Pasaje a la India.

Indica el ganador dentro de cada categoría. se indican los presentadores.
| Mejor película Presentado por: Laurence Olivier | Mejor director Presentado por: Steven Spielberg |
| --- | --- |
| Amadeus — Saul Zaentz | Miloš Forman — Amadeus |
| - A Soldier's Story (Historia de un soldado) — Norman Jewison, Ronald L. Schwary y Patrick Palmer - Places in the Heart (En un lugar del corazón) — Arlene Donovan - A Passage to India (Pasaje a la India) — John Knatchbull y Richard B. Goodwin - The Killing Fields (Los gritos del silencio) — David Puttnam | - Woody Allen — Broadway Danny Rose - Roland Joffé — The Killing Fields (Los gritos del silencio) - David Lean — A Passage to India (Pasaje a la India) - Robert Benton — Places in the Heart (En un lugar del corazón) |
| Mejor actor Presentado por: Shirley MacLaine | Mejor actriz Presentado por: Robert Duvall |
| F. Murray Abraham — Amadeus como Antonio Salieri | Sally Field — Places in the Heart (En un lugar del corazón) como Edna Spaldings |
| - Jeff Bridges — Starman como Starman/Scott Hayden - Albert Finney — Under the Volcano (Bajo el volcán) como Geoffrey Firmin - Tom Hulce — Amadeus como Wolfgang Amadeus Mozart - Sam Waterston — The Killing Fields (Los gritos del silencio) como Sydney Schanberg | - Judy Davis — A Passage to India (Pasaje a la India) como Adela Quested - Jessica Lange — Country como Jewell Ivy - Vanessa Redgrave — The Bostonians (Las bostonianas) como Olive Chancellor - Sissy Spacek — The River (Cuando el río crece) como Mae Garvey |
| Mejor actor de reparto Presentado por: Linda Hunt | Mejor actriz de reparto Presentado por: Ryan O'Neal |
| Haing S. Ngor — The Killing Fields (Los gritos del silencio) como Dith Pran | Peggy Ashcroft — A Passage to India (Pasaje a la India) como Sra. Moore |
| - Adolph Caesar — A Soldier's Story (Historia de un soldado) como Sgt. Waters - John Malkovich — Places in the Heart (En un lugar del corazón) como Sr. Will - Pat Morita — Karate Kid como Kesuke Miyagi - Ralph Richardson — Greystoke: The Legend of Tarzan, Lord of the Apes (Greystoke, la leyenda de Tarzán) como 6.º conde de Greystoke | - Glenn Close — The Natural (El mejor) como Iris Gaines - Lindsay Crouse — Places in the Heart (En un lugar del corazón) como Margaret Lomax - Christine Lahti — Swing Shift (Chicas en pie de guerra) como Hazel Zanussi - Geraldine Page — The Pope of Greenwich Village (Sed de poder) como Sra. Ritter |
| Mejor guion original Presentado por: Kirk Douglas y Burt Lancaster | Mejor guion adaptado Presentado por: Kirk Douglas y Burt Lancaster |
| Places in the Heart (En un lugar del corazón) — Robert Benton. | Amadeus — Peter Shaffer basado en su obra de teatroobra |
| - Beverly Hills Cop (Superdetective ne Hollywwood) — Danilo Bach y Daniel Petrie, Jr. - Broadway Danny Rose — Woody Allen - El norte — Gregory Nava y Anna Thomas - Splash — Lowell Ganz, Babaloo Mandel, Bruce Jay Friedman y Brian Grazer | - A Soldier's Story (Historia de un soldado) — Charles Fuller basado en su obra - Greystoke: The Legend of Tarzan, Lord of the Apes (Greystoke, la leyenda de Tarzán) — P.H. Vazak y Michael Austin basado en la novela Tarzán de los monos de Edgar Rice Burroughs - A Passage to India (Pasaje a la India) — David Lean basado en la novela de E. M. Forster - The Killing Fields (Los gritos del silencio) — Bruce Robinson basado en el artículo "The Death and Life of Dith Pran" de Sydney Schanberg |
| Mejor película extranjera (de habla no inglesa) Presentado por: Plácido Domingo y Faye Dunaway | |
| La diagonale du fou (La diagonal del loco) (Suiza) — Richard Dembo | |
| - Me'Ahorei Hasoragim (Detrás de los muros) (Israel) — Uri Barbash - Camila (Argentina) — María Luisa Bemberg - Sesión continua (España) — José Luis Garci - Voenno-polevoy roman (Romance en tiempos de guerra) (URSS) — Piotr Todorovski | |
| Mejor documental largo Presentado por: Kathleen Turner | Mejor documental corto Presentado por: Michael Douglas |
| Los tiempos de Harvey Milk — Robert Epstein y Richard Schmiechen | The Stone Carvers — Marjorie Hunt y Paul Wagner |
| - High Schools — Charles Guggenheim y Nancy Slosso - In the Name of the People — Alex W. Drehsler y Frank Christopher - Marlene — Karel Dirka y Zev Braun - Streetwise — Cheryl McCall | - Code Gray: Ethical Dilemmas in Nursing — Ben Achtenberg y Joan Sawyer - Recollections of Pavlovsk — Irina Kalinina - The Children of Soong Ching Ling — Gary Bush y Paul T.K. Lin - The Garden of Eden — Lawrence R. Hott y Roger M. Sherman |
| Mejor cortometraje Presentado por: Tom Selleck y Kathleen Turner | Mejor cortometraje animado Presentado por: Jeff Bridges y Ann Reinking |
| Up — Mike Hoover | Charade — Jon Minnis |
| - Tales of Meeting and Parting — Sharon Oreck y Lesli Linka Glatter - The Painted Door — Michael MacMillan y Janice L. Platt | - Doctor DeSoto — Morton Schindel y Michael Sporn - Paradise — Ishu Patel |
| Mejor banda sonora original Presentado por: Jeff Bridges y Ann Reinking | Mejor banda sonora coreada original Presentado por: Michael Douglas y Kathleen Turner |
| A Passage to India (Pasaje a la India) — Maurice Jarre | Purple Rain — Prince |
| - Under the Volcano (Bajo el volcán) — Alex North - The Natural (El mejor) — Randy Newman - Indiana Jones and the Temple of Doom (Indiana Jones y el templo maldito) — John Williams - The River (Cuando el río crece) — John Williams | - Songwriter — Kris Kristofferson - The Muppets Take Manhattan — Jeff Moss |
| Mejor canción original Presentado por: Gregory Hines | Mejor sonido Presentado por: Gregory Hines y Amy Irving |
| «I Just Called to Say I Love You» — The Woman in Red; Música y Letra por Stevie Wonder | Amadeus — Mark Berger, Tom Scott, Todd Boekelheide y Chris Newman |
| - «Against All Odds (Take a Look at Me Now)» — Against All Odds (Contra todo riesgo); Música y Letra por Phil Collins - «Footloose» — Footloose; Música y Letra por Kenny Loggins y Dean Pitchford - «Ghostbusters» — Ghostbusters (Los cazafantasmas); Música y Letra por Ray Parker Jr. - «Let's Hear It for the Boy» — Footloose; Música y Letra por Dean Pitchford y Tom Snow | - 2010: The Year We Make Contact (2010: Odisea dos) — Michael J. Kohut, Aaron Rochin, Carlos De Larios y Gene Cantamessa - Dune — Bill Varney, Steve Maslow, Kevin O'Connell y Nelson Stoll - A Passage to India (Pasaje a la India) — Graham V. Hartstone, Nicolas Le Messurier, Michael A. Carter y John Mitchell - The River (Cuando el río crece) — Nick Alphin, Robert Thirlwell, Richard Portman y David Ronne                                                                                       |
| Mejor dirección artística Presentado por: Steve Martin | Mejor fotografía Presentado por: Diana Ross y Tom Selleck |
| Amadeus — Dirección artística: Patrizia Von Brandenstein; Diseño de decorados: Karel Černý | The Killing Fields (Los gritos del silencio) — Chris Menges |
| - 2010: The Year We Make Contact (2010: Odisea dos) – Dirección artística: Albert Brenner; Diseño de decorados: Rick Simpson - Cotton Club — Dirección artística: Richard Sylbert; Diseño de decorados: George Gaines y Les Bloom - The Natural (El mejor) — Dirección artística: Angelo Graham, Mel Bourne, James J. Murakami y Speed Hopkins; Diseño de decorados: Bruce Weintraub - A Passage to India (Pasaje a la India) — Dirección artística: John Box y Leslie Tomkins; Diseño de decorados: Hugh Scaife | - Amadeus — Miroslav Ondříček - The Natural (El mejor) — Caleb Deschanel - A Passage to India (Pasaje a la India) — Ernest Day - The River (Cuando el río crece) — Vilmos Zsigmond |
| Mejor maquillaje Presentado por: Kelly LeBrock y Lonette McKee | Mejor diseño de vestuario Presentado por: Jennifer Beals y Glenn Close |
| Amadeus — Paul LeBlanc y Dick Smith | Amadeus — Theodor Pištěk |
| - 2010: The Year We Make Contact (2010: Odisea dos) — Rick Baker y Paul Engelen - Greystoke: The Legend of Tarzan, Lord of the Apes (Greystoke, la leyenda de Tarzán) — Michael Westmore. | - 2010: The Year We Make Contact (2010: Odisea dos) — Patricia Morris - Places in the Heart (En un lugar del corazón) — Ann Roth - The Bostonians (Las bostonianas) — Jenny Beavan y John Bright - A Passage to India (Pasaje a la India) — Judy Moorcroft |
| Mejor montaje Presentado por: Janet Leigh | Mejores efectos visuales Presentado por: Candice Bergen y William Hurt |
| The Killing Fields (Los gritos del silencio) — Jim Clark | Indiana Jones and the Temple of Doom (Indiana Jones y el templo maldito) — Dennis Muren, Michael McAlister, Lorne Peterson y George Gibbs |
| - Amadeus — Nena Danevic y Michael Chandler - Cotton Club — Barry Malkin y Robert Q. Lovett - A Passage to India (Pasaje a la India) — David Lean - Romancing the Stone (Tras el corazón verde) — Donn Cambern y Frank Morriss | - 2010: The Year We Make Contact (2010: Odisea dos) — Richard Edlund, Neil Krepela, George Jenson y Mark Stetson - Ghostbusters (Los cazafantasmas) — Richard Edlund, John Bruno, Mark Vargo y Chuck Gaspar |

### Óscar Honorífico
- James Stewart
- National Endowment for the Arts

### Premio Humanitario Jean Hersholt
- David L. Wolper

### Premio de la Academia por logros especiales
- The River (Cuando el río crece) — Kay Rose por edición de sonido

## Premios y nominaciones múltiples
| Película                                                                            | Nominaciones | Premios |
| ----------------------------------------------------------------------------------- | ------------ | ------- |
| Amadeus                                                                             | 11           | 8       |
| The Killing Fields (Los gritos del silencio)                                        | 7            | 3       |
| A Passage to India (Pasaje a la India)                                              | 11           | 2       |
| Places in the Heart (En un lugar del corazón)                                       | 7            | 2       |
| Indiana Jones and the Temple of Doom (Indiana Jones y el templo maldito)            | 2            | 1       |
| La diagonale du fou (La diagonal del loco)                                          | 1            | 1       |
| The Woman in Red (La mujer de rojo)                                                 | 1            | 1       |
| Purple Rain                                                                         | 1            | 1       |
| 2010: The Year We Make Contact (2010: Odisea dos)                                   | 5            | 0       |
| The River (Cuando el río crece)                                                     | 5            | 1       |
| The Natural (El mejor)                                                              | 4            | 0       |
| Greystoke: The Legend of Tarzan, Lord of the Apes (Greystoke, la leyenda de Tarzán) | 3            | 0       |
| A Soldier's Story (Historia de un soldado)                                          | 3            | 0       |
| Under the Volcano (Bajo el volcán)                                                  | 2            | 0       |
| The Bostonians (Las bostonianas)                                                    | 2            | 0       |
| Broadway Danny Rose                                                                 | 2            | 0       |
| Ghostbusters (Los cazafantasmas)                                                    | 2            | 0       |
| Cotton Club                                                                         | 2            | 0       |
| Footloose                                                                           | 2            | 0       |
| The Karate Kid                                                                      | 1            | 0       |